# Souzan Alavi
Souzan Alavi (persisch سوزان علوی * 12. November 1978 in Bābol, Iran) ist eine deutsche Schauspielerin, Sängerin, Tänzerin, Synchronsprecherin und Tanz-, Gesangs- und Schauspiellehrerin. Nationale Bekanntheit erlangte sie im Jahr 2003 als Teilnehmerin und Finalistin in der RTL II Castingshow „Fame Academy – der Weg zum Ruhm“.

## Leben und Karriere
Souzan Alavi wurde als Tochter eines persischen Ingenieurs und einer deutschen Balletttänzerin 1978 in Babol geboren. Alavis Eltern emigrierten in den 1980er Jahren aus dem Iran zunächst nach Dänemark und dann nach Deutschland. Ihr Vater arbeitete als Ingenieur und betrieb später ein Fotogeschäft und einen Imbiss, während ihre Mutter Agnes Alavi, selber Balletttänzerin, in ihrer Tanzschule klassisches Ballett unterrichtete. Noch während des Abiturs beendete sie 1995 in der Tanzschule der Mutter eine klassische Ballettausbildung. Nach dem Abitur studierte sie bis 1999 an der Stage School in Hamburg Schauspiel, Gesang und Tanz, und schloss das Studium erfolgreich mit Diplom ab. In den Jahren 2001 und 2002 erhielt sie diverse Erstbesetzungen im Musical „Cats“ in Stuttgart, der Rolle der Victoria sowie weitere Rollen der Rumpleteaser, Sillabub und Tantomile. Danach wirkte sie in unterschiedlichsten TV-Produktionen, Kino- und Kurzfilmen mit.
2003 wurde sie Kandidatin in der RTL II Castingshow Fame Academy und gelangte dort bis ins Finale.
2004 folgte die Rolle der Sina Achterberg in der täglichen Vorabendserie Marienhof der ARD.
Seit 2005 arbeitet Souzan Alavi als professionelle Sprecherin in den Bereichen Synchron, TV-Dokumentationen (Voice over), Werbung, Computerspiele, Hörspiele und Hörbücher, sowie als Sängerin für diverse Studioprojekte.
2011 entwickelte Souzan Alavi zusammen mit Patrice Ötvös und Thomas Schwieger das Comedy-TV-Format Home Schiet Home für den regionalen TV-Sender Hamburg 1. Darin spielt sie die Rolle der Jenni Teherani.
2006 stieg sie in das Unternehmen der Mutter ein und unterrichtet seitdem als Tanz- & Schauspieldozentin unter anderem für klassisches Ballett, sowie Jazz- und Showdance. 2015 gründete sie ihre erste eigene Musicalschule „Fame Academy“ für Kinder & Jugendliche und unterrichtet dort zusammen mit festen Dozenten sowie diversen Gastdozenten die Fächer Tanz, Gesang und Schauspiel.

## Filmografie (Auswahl)
- 1997: Tatort / Die Kommissarin – Regie: Petra Haffter – ZDF
- 2004: Marienhof – Sina Achterberg – Regie: diverse – ARD
- 2007: My Comedy Blog – Regie: Souzan Alavi – Sat.1 Comedy
- 2008: Comedy Club Kookaburra – Regie: Dietrich Brüggemann – Sat.1 Comedy
- 2009: Aktenzeichen XY … ungelöst – Regie: Peter Claridge – Hauptrolle – ZDF
- 2011–2012: Home Schiet Home – Die Comedy WG – Alexander Kiehn – Hamburg 1
- 2012: Mackenhorst (Pilot); Regie: Martin Friedel
- 2013: Die Box – Rolle: Hannah (HR) – Regie: Sascha Zimmermann – Kurzfilm[4]
- 2014–2015: DNA Junkies – Regie: Martin Czaja – Webserie
- 2017:Der letzte Tropfen – Rolle: Marie (HR) – Regie: Sascha Zimmermann – Kurzfilm[5]
- 2019: Aktenzeichen XY … ungelöst – Nebenrolle – ZDF

## Bühne und Musical (Auswahl)
- 2011–2012: „Home Schiet Home-Die Comedy WG“ – Rolle: Jenny Teherani (DHR) – Superbude Hamburg
- 2001–2002: Musical „CATS“ Erstbesetzung: Victoria, Swing: Rumpleteaser, Sillabub & Tantomile – Regie: David Taylor – Palladium Theater Stuttgart
- 1999–2000: Showensemble „MS Arkona“
- 1999: „Skandal im Sperrbezirk“ – Regie: Klaus Seifert – St. Pauli Theater Hamburg
- 1998: „Die Zofen“ – Rolle: Clair – Regie: Carin Abicht – Teatron Hamburg

## Hörspiel & Synchronarbeiten (Auswahl)
- seit 2012: Guild Wars 2 Computerspiel, Rolle: Sylvari HR, Studio Mühl, Hamburg
- 2012: Puppy in my Pocket – Rolle: Krakia (DHR), Trick-Serie, Tonezone
- 2013: Amy Winehouse Dokumentation, Rolle: Amy Winehouse, TV-Doku, Studio Hamburg Synchron
- 2014: Lalaloopsy, TV-Serie, Rolle: Dyna Might [DNR], TV-Serie, Nickelodeon
- 2015: Geisterjäger John Sinclair, Folge 99 – Das gläserne Grauen. Rolle: Carla (HR), Lübbe Audio
- 2021: Cookie Run: Kingdom, Rolle: Macaron-Cookie, Computerspiel, Devsisters Corporation

## Auszeichnungen
- 2018 – „Der letzte Tropfen“ 2nd Edmonton Festival of Fears Int.Film, Nominiert als „Best Actress“ Best Short Movie (Kanada)
- 2015 – „Die Box“ Nominierung in der Kategorie Beste Hauptdarstellerin – Twister Alley International Film Festival
- 2015 – „Die Box“ Gewinner des Silver Remi Award auf dem 48th Worldfest-Houston – Int. Film und Video Festival 2015 in der Kategorie: Bester Fantasy-/Horror-Film
- 2014 – „Die Box“ Special Award for Values and Human Rights by Amnesty International-XIII Festival Int. de Cortometrajes Àlmeria en Corto Spanien.
- 2014 – „Die Box“ – Gewinner der „Diana in Silber“ der Golden Diana International Festival
- 2014 – „Die Box“ Gewinner der Grand Jury Award – Mexia International Film Festival
- 2007 – Auszeichnung als Beste „Nachwuchs-Comedian“- Sat 1 Comedy (My Comedy Blog)